# Marlango
Marlango ist eine spanische Musikgruppe. Sie ist stark beeinflusst von der atmosphärischen Musik von Tom Waits (aus einem seiner Lieder stammt auch der Bandname Marlango) und besteht aus der Sängerin Leonor Watling, dem Pianisten Alejandro Pelayo und dem Trompeter Óscar Ybarra.

## Werdegang
Schon 1998 nahmen Leonor und Alejandro ein Demo-Tape mit 14 Liedern auf, geschrieben für Klavier und Gesang, und schufen damit den Ausgangspunkt für ihr erst Jahre später erscheinendes Debütalbum. Im Sommer 2002 entschied sich dann der New Yorker Óscar Ybarra, der damals erst kürzlich nach Madrid gezogen war, bei dem Projekt mitzuwirken. Zu dritt rundeten sie dann das Werk ab und im Februar 2004 erblickte schließlich das gleichnamige Debütalbum von Marlango die Welt. Es enthält Einflüsse von Rock bis Jazz, wurde aber in seiner düsteren Stimmung wohl auch von Szenen aus den Filmen David Lynchs und der Musik von Tom Waits beeinflusst.
Nach der Veröffentlichung des Albums tourte die Band ein Jahr lang durch ganz Spanien, Portugal und Japan. Von Marlango verkauften sich mehr als 50.000 Kopien, weshalb der Band von Pedro Almodóvar (der mit der Sängerin Leonor Watling, die auch als Schauspielerin sehr bekannt ist, bereits in mehreren Filmprojekten gearbeitet hat) persönlich eine Goldene Schallplatte verliehen wurde.
Das zweite Album der Band Automatic Imperfection wurde im September 2005 veröffentlicht und hat Marlango in Spanien ebenfalls bereits eine Goldene Schallplatte eingebracht.
Am 4. April 2008 kam das Album The Electrical Morning heraus. Es ist das dritte Studioalbum der Band.

## Diskografie

### Alben
- 2004: Marlango
- 2005: Automatic Imperfection
- 2008: The Electrical Morning
- 2010: Life in the Treehouse
- 2012: Un día extraordinario
- 2014: El porvenir
- 2018: Technicolor